# انتفاضة ووهان
كانت انتفاضة ووهان تمردًا مسلحًا ضد سلالة تشينغ الحاكمة وقع في ووهان (عاصمة مقاطعة هوبي، الصين) في 10 أكتوبر 1911. ووكانت بداية ثورة شينهاي التي أطاحت بنجاح بالسلالة الأخيرة للإمبراطورية الصينية. قادها عناصر من الجيش الجديد المتأثرون بالأفكار الثورية من تونغمنغوي. أدت الانتفاضة والثورة التي نتجت عنها إلى سقوط سلالة تشينغ بعد خمسة قرون من الحكم الإمبراطوري، وإنشاء جمهورية الصين، التي تحتفل بالذكرى السنوية لبدء الانتفاضة في 10 أكتوبر باعتباره العيد الوطني للبلاد.
نشأت الانتفاضة من الاضطرابات الشعبية حول أزمة السكك الحديدية، واستغل المخططون الوضع المضطرب.  في 10 أكتوبر 1911 شن الجيش الجديد المتمركز في ووهان هجومًا على مقر نائب الملك في هوكانك فهرب نائب الملك رويتشنغ بسرعة من السكن، وسرعان ما سيطر الثوار على المدينة بأكملها. 